# Leonidas Lanngakis
Leonidas Lanngakis (griechisch Λεωνίδας Λανγγακις) war ein griechischer Sportschütze, der an den Olympischen Sommerspielen 1896 in Athen teilnahm. Lanngakis trat im Wettbewerb mit dem freien Gewehr über 300 Meter an. Er beendete den Wettbewerb nicht, weshalb er keine Platzierung bekam.